# BRDC International Trophy
De BRDC International Trophy was een autorace op het Engelse circuit Silverstone. De race was jarenlang de belangrijkste Britse niet-kampioenschapsronde in de Formule 1, naast de Race of Champions op Brands Hatch. De race maakte in 1949 deel uit van het grand-prixseizoen en was tussen 1950 en 1978 ook een niet-kampioenschapsronde in de Formule 1.

## Winnaars van de grand prix
- Hier worden alleen de races aangegeven die plaatsvonden tijdens de grand-prixseizoenen tot 1949 en Formule 1-races vanaf 1950.

| Jaar | Coureur               | Constructeur       | Locatie            | Verslag            |
| ---- | --------------------- | ------------------ | ------------------ | ------------------ |
| 1978 | Keke Rosberg          | Theodore           | Silverstone        | Verslag            |
| 1977 | Race niet gehouden    | Race niet gehouden | Race niet gehouden | Race niet gehouden |
| 1976 | James Hunt            | McLaren            | Silverstone        | Verslag            |
| 1975 | Niki Lauda            | Ferrari            | Silverstone        | Verslag            |
| 1974 | James Hunt            | Hesketh            | Silverstone        | Verslag            |
| 1973 | Jackie Stewart        | Tyrrell            | Silverstone        | Verslag            |
| 1972 | Emerson Fittipaldi    | Lotus              | Silverstone        | Verslag            |
| 1971 | Graham Hill           | Brabham            | Silverstone        | Verslag            |
| 1970 | Chris Amon            | March              | Silverstone        | Verslag            |
| 1969 | Jack Brabham          | Brabham            | Silverstone        | Verslag            |
| 1968 | Denny Hulme           | McLaren            | Silverstone        | Verslag            |
| 1967 | Mike Parkes           | Ferrari            | Silverstone        | Verslag            |
| 1966 | Jack Brabham          | Brabham            | Silverstone        | Verslag            |
| 1965 | Jackie Stewart        | BRM                | Silverstone        | Verslag            |
| 1964 | Jack Brabham          | Brabham            | Silverstone        | Verslag            |
| 1963 | Jim Clark             | Lotus              | Silverstone        | Verslag            |
| 1962 | Graham Hill           | BRM                | Silverstone        | Verslag            |
| 1961 | Stirling Moss         | Cooper             | Silverstone        | Verslag            |
| 1960 | Innes Ireland         | Lotus              | Silverstone        | Verslag            |
| 1959 | Jack Brabham          | Cooper             | Silverstone        | Verslag            |
| 1958 | Peter Collins         | Ferrari            | Silverstone        | Verslag            |
| 1957 | Jean Behra            | BRM                | Silverstone        | Verslag            |
| 1956 | Stirling Moss         | Vanwall            | Silverstone        | Verslag            |
| 1955 | Peter Collins         | Maserati           | Silverstone        | Verslag            |
| 1954 | José Froilán González | Ferrari            | Silverstone        | Verslag            |
| 1953 | Mike Hawthorn         | Ferrari            | Silverstone        | Verslag            |
| 1952 | Lance Macklin         | HWM                | Silverstone        | Verslag            |
| 1951 | Reg Parnell           | Ferrari            | Silverstone        | Verslag            |
| 1950 | Giuseppe Farina       | Alfa Romeo         | Silverstone        | Verslag            |
| 1949 | Alberto Ascari        | Ferrari            | Silverstone        | Verslag            |